# Selección femenina de balonmano de Japón
La Selección femenina de balonmano de Japón es el equipo femenino de balonmano que representa a Japón en las competiciones internacionales organizadas por la Federación Internacional de Balonmano (IHF) o el Comité Olímpico Internacional (COI). 

## Historial

### Juegos Olímpicos
- 1976 - 5.ª plaza
- 2020 - 12.ª plaza

### Campeonatos mundiales
- 1962 - 9.ª plaza
- 1965 - 7.ª plaza
- 1971 - 9.ª plaza
- 1973 - 10.ª plaza
- 1975 - 10.ª plaza
- 1978 - no participó
- 1982 - no participó
- 1986 - 14.ª plaza
- 1990 - no participó
- 1993 - no participó
- 1995 - 13-16.ª plaza
- 1997 - 17.ª plaza
- 1999 - 17.ª plaza
- 2001 - 20.ª plaza
- 2003 - 16.ª plaza
- 2005 - 18.ª plaza
- 2007 - 19.ª plaza
- 2009 - 16ª plaza
- 2011 - 14.ª plaza
- 2013 - 14.ª plaza
- 2015 - 19.ª plaza
- 2017 - 16.ª plaza
- 2019 - 10.ª plaza
- 2021 - 11.ª plaza
- 2023 - 17.ª plaza
- 2025 - Clasificado

### Campeonatos de Asia
- 1987 - 3.ª plaza
- 1989 - 3.ª plaza
- 1991 - 2.ª plaza
- 1993 - 4.ª plaza
- 1995 - 3.ª plaza
- 1997 - 3.ª plaza
- 1999 - 3.ª plaza
- 2000 - 2.ª plaza
- 2002 - 4.ª plaza
- 2004 - 1.ª plaza
- 2006 - 3.ª plaza
- 2008 - 3.ª plaza
- 2010 - 4.ª plaza
- 2012 - 3.ª plaza
- 2015 - 2.ª plaza
- 2017 - 2.ª plaza
- 2018 - 2.ª plaza
- 2021 - 2.ª plaza
- 2022 - 2.ª plaza
- 2024 - 1.ª plaza